# فرانکلین پارک (نیوجرسی)
فرانکلین پارک (به انگلیسی: Franklin Park) یک منطقهٔ مسکونی در ایالات متحده آمریکا است که در Franklin Township واقع شده‌است. فرانکلین پارک ۶٫۷۵۰ کیلومتر مربع مساحت و ۱۳٬۲۹۵ نفر جمعیت دارد و ۳۶ متر بالاتر از سطح دریا واقع شده‌است.